# Ronnie Harris (Boxer, 1948)
Ronald Woodson „Ronnie“ Harris (* 3. September 1948 in Canton, Ohio) ist ein ehemaliger US-amerikanischer Boxer. Er wurde 1968 Olympiasieger im Leichtgewicht und war 1978 WM-Herausforderer der WBA und WBC im Mittelgewicht.

## Amateurkarriere
Er wurde 1966, 1967 und 1968 US-Meister im Leichtgewicht und gewann auch die National Golden Gloves 1968 im Leichtgewicht. 1967 erreichte er die Bronzemedaille bei den 5. Panamerikanischen Spielen in Kanada.
Bei den 19. Olympischen Sommerspielen 1968 in Mexiko-Stadt besiegte er den Südkoreaner Lee Chang-gil (5:0), den Briten John Stracey (4:1), Mohamed Muruli aus Uganda (5:0), Calistrat Cuțov aus Rumänien (5:0) sowie Józef Grudzień aus Polen (5:0) und gewann damit die Goldmedaille im Leichtgewicht.

## Profikarriere
1971 startete er seine Karriere als Profiboxer und gewann seine ersten 28 Kämpfe in den USA, Kanada und Großbritannien. Dabei besiegte er u. a. Ray Seales, Alan Minter sowie Gratien Tonna und qualifizierte sich damit für einen WM-Kampf um die Titel der WBA und WBC im Mittelgewicht. Der Kampf fand am 5. August 1978 in Buenos Aires gegen den amtierenden Titelträger Hugo Pastor Corro statt, wobei Harris jedoch über 15 Runden nach Punkten unterlag. Dies war seine erste Niederlage seit Mai 1967.
Am 13. Mai 1980 verlor er beim Kampf um den NABF-Titel durch K. o. gegen Sammy NeSmith. Im August 1982 beendete er seine Profikarriere mit 35 Siegen (14 K. o.) und zwei Niederlagen.